# Museo d'arte di Malmö
Il museo d'arte di Malmö (Malmö Konstmuseum) è uno dei più importanti siti museali del suo genere di tutta la regione scandinava. Il museo, ospitato nella città svedese di Malmö, ha visto la luce nel 1841. La collezione del museo trova la propria collocazione, dal 1937, nell'area del castello.

## Collezione
La collezione ospitata dal museo copre un periodo temporale che parte dal 1500 sino a giungere a opere di epoca contemporanea ed è composta da circa 38 000 opere d'arte.